# Clifton (Arizona)
Clifton es un pueblo ubicado en el condado de Greenlee en el estado estadounidense de Arizona. En el Censo de 2010 tenía una población de 3311 habitantes y una densidad poblacional de 86,25 personas por km².

## Geografía
Clifton se encuentra ubicado en las coordenadas 33°1′46″N 109°17′2″O / 33.02944, -109.28389. Según la Oficina del Censo de los Estados Unidos, Clifton tiene una superficie total de 38.39 km², de la cual 37.83 km² corresponden a tierra firme y (1.46%) 0.56 km² es agua.

## Demografía
Según el censo de 2010, había 3.311 personas residiendo en Clifton. La densidad de población era de 86,25 hab./km². De los 3.311 habitantes, Clifton estaba compuesto por el 70.73% blancos, el 0.85% eran afroamericanos, el 3.29% eran amerindios, el 0.69% eran asiáticos, el 0.09% eran isleños del Pacífico, el 19.18% eran de otras razas y el 5.16% pertenecían a dos o más razas. Del total de la población el 60.13% eran hispanos o latinos de cualquier raza.